# 阿尔巴尼亚工会
阿尔巴尼亚工会（缩写为BPSh）是阿尔巴尼亚社会主义人民共和国的一个群众组织，代表工业工人阶级的利益。与当时的其他群众组织一样，它也是阿尔巴尼亚劳动党领导的阿尔巴尼亚民主阵线的成员。
该组织成立于1944年11月29日。1945年，它加入世界工会联合会；1965年后，由于苏阿决裂，停止参与世界工会联合会的活动，尽管没有正式退出。1991年，该组织改组为工会联盟。